# Move of Ten
Albums de Autechre
Oversteps
(2010) Exai
(2013)
Move of Ten est un EP du groupe anglais de musique électronique Autechre, sorti sur le label Warp Records en 2010.

## Éditions
Tout comme l'album qu'il accompagne, Move Of Ten est décliné en plusieurs versions digitales (fichiers WAV d'une résolution de 16 bits ou 24 bits, fichiers mp3) et physiques (CD, LP).
À noter que dans sa version vinyle, Move Of Ten (comme d'autres EP du groupe, tel Envane) a été coupé en deux trente-trois tours. L'un comporte quatre pistes et l'autre six. L'ordre des pistes est cependant identique à celui présent sur le CD.

## Liste des titres[1]
| 1.    | Etchogon-S                         | 4:54 |
| 2.    | y7                                 | 5:09 |
| 3.    | pce freeze 28i                     | 5:13 |
| 4.    | rew(1)                             | 6:18 |
| 5.    | nth Dafuseder.b                    | 5:18 |
| 6.    | iris was a pupil                   | 3:40 |
| 7.    | no border                          | 3:31 |
| 8.    | M62                                | 6:09 |
| 9.    | ylm0                               | 3:29 |
| 10.   | Cep puiqMX                         | 4:10 |
| 11.   | ClnChr (piste exclusive japonaise) |      |
| 47:46 |                                    |      |